# Poldy Bird
Poldy Bird (Paraná, 16 de dezembro de 1941 - Buenos Aires, 1 de junho de 2018) foi uma poeta e escritora argentina.

## Biografia
Em 1975 deixou de trabalhar como diretora da revista Vocês e se dedicou junto a seu marido à criação de uma editorial. Assim nasceria Orión, onde se publicaram seus livros e também outros escritores conhecidos como Katherine Mansfield, Arnaldo Rascovsky, Antonio Dei Benedetto e Silvina Ocampo. Em 1977 seu marido falece de um infarto.
Morreu em 1 de junho de 2018, aos 76 anos em sua casa em Buenos Aires.

## Obra
- Contos para Verónica
- Contos para ler sem rímmel
- Contos com nevoeiro
- Contos de amor
- Novos contos para Verónica
- A nostalgia
- O país da infância
- Palavras para minha filha adolescente
- Verónica cresce
- Borboletas encerradas em mim
- É tão longo o esquecimento
- Coração sem chave
- Brilho de lágrimas
- Cartas embaixo da almohada
- Morrer entre teus braços
- Janelas
- Durará o que dure o mundo
- Passa uma mulher
- Romper as correntes
- O conto infinito
- Tão amada
- O que tenho de minha mãe
- Nós, os de então, já não somos os mesmos
- Já venderam o piano

## Filmografia
Autora
- Dias de ilusão (1980) dir. Fernando Ayala

Roteirista
- Dias de ilusão (1980) dir. Fernando Ayala sobre o conto Mamãe de nevoeiro